# Per (organische chemie)
Het voorvoegsel per wordt in de organische chemie gebruikt in twee, verschillende situaties:
- alle waterstofatomen zijn vervangen
- een onverzadigde verbinding heeft zoveel waterstof opgenomen dat alle dubbele bindingen gehydrogeneerd zijn.

## Vervangen waterstof
Per wordt gebruikt in de namen van verbindingen indien alle waterstofatomen in een stamverbinding vervangen zijn door één andere soort substituent. De aanduiding wordt vooral gebruikt bij substitutie door halogenen.
In de voorbeelden in de tabel blijkt duidelijk het voordeel van deze manier van benoemen. Systematische benoeming leidt tot erg complex samengestelde substituenten of tot Griekse telwoorden waar niet iedereen zomaar van weet wat ze precies betekenen. Ook de lijst met plaatsaanduidingen wordt erg lang.
| Brutoformule | Systematische naam                                       | Per-Naam              |
| ------------ | -------------------------------------------------------- | --------------------- |
| C6F6         | 1,2,3,4,5,6-hexafluorbenzeen                             | perfluorbenzeen       |
| C6Cl5(C2Cl5) | 1,2,3,4,5-pentachloor(1,1,2,2,2-pentachloorethyl)benzeen | perchloorethylbenzeen |
| C17F35COOH   | 2,2,3 ..... 17,17,17-pentatriaconfluorstearinezuur       | perfluorstearinezuur  |
| C12F27N      | tris(1,1,2,2,3,3,4,4,4-nonafluorbutyl)amine              | perfluortributylamine |

## Volledige hydrogenering
Wordt per gevolgd door hydro dan heeft het niet de betekenis van substitueren maar van adderen.  Perhydronaftaleen is een synoniem voor decaline.
|           |                              |
| naftaleen | perhydronaftaleen = decaline |